# Капела (група)
Вижте пояснителната страница за други значения на Капела.
Капела (на английски: Cappella) е италианска евроденс група, създадена през 1987 г. от музикалния продуцент Джанфранко Бертолоти. До 1993 г. неин фронтмен е певецът Еторе Форести, след което е заменен от рапъра Родни Бишъп и вокалистката Кели Овърет. Обновеният състав на Капела създава някои от най-успешните хитове на групата, сред които се открояват „U Got 2 Let The Music“ („Трябва да оставиш музиката“) и „U & Me“ („Ти и аз“).

## Дискография

### Албуми
- „Helyom Halib“ – 1989 г.
- „U Got 2 Know“ – 1994 г.
- „War in Heaven“ – 1996 г
- „Cappella“ – 1998 г.
- „Best Of“ – 2005 г.

### Сингли
- „Bauhaus (Push The Beat)“ – 1988 г.
- „Helyom Halib“ – 1989 г.
- „House Energy Revenge“ – 1989 г.
- „Get out of My Case“ – 1990 г.
- „Everybody Listen to It“ – 1990 г.
- „Everybody“ – 1991 г.
- „Take Me Away“ – 1992 г.
- „U Got 2 Know“ – 1993 г.
- „U Got 2 Know Revisited“ – 1993 г.
- „U Got 2 Let The Music“ – 1993 г.
- „Move on Baby“ – 1994 г.
- „U & Me“ – 1994 г.
- „Move It Up / Big Beat“ – 1994 г.
- „Don't Be Proud“ – 1995 г.
- „Tell Me The Way“ – 1995 г.
- „I Need Your Love“ – 1996 г.
- „Turn It Up and Down“ – 1996 г.
- „Be My Baby“ – 1997 г.
- „Do You Run Away Now“ – 1997 г.
- „You Tore My World Apart“ – 1997 г.
- „U R The Power of Love“ – 1998 г.
- „U Got 2 Let The Music '98“ – 1998 г.
- „Throwin' Away“ – 1998 г.
- „U Got 2 Know 2002“ – 2002 г.
- „Angel“ – 2004 г.
- „U Got 2 Let The Music 2004“ – 2004 г.